# 阪田伊都
阪田 伊都（さかた いと、1983年10月15日 - ）は、日本の女性声優。千葉県出身。81プロデュース所属。

## 略歴
81演技研究所・東京校卒業。

## 人物
声種はソプラノ。
趣味・特技は笑顔。

## 出演

### テレビアニメ
2002年
- PIANO（学生C）

2007年
- Over Drive（生徒）
- きらりん☆レボリューション（女の子）
- デュエル・マスターズ ゼロ（子供）
- ドージンワーク（二道かねる、なじみの母）
- パンプキン・シザーズ（貴婦人）
- Venus Versus Virus（女の子）
- ポケットモンスター ダイヤモンド&パール（フワンテ3）

2008年
- RD 潜脳調査室（チーフ介助士）
- ウルトラヴァイオレット:コード044（主任）
- ゴルゴ13（メトロの乗客）

2009年
- 銀魂（百華）
- 東のエデン（秘書）

2011年
- 戦国乙女〜桃色パラドックス〜（行司）

### OVA
- ピカチュウたんけんクラブ（2007年、ビッパ）
- XXXHOLiC 春夢記（2009年、旅館の女性C）

### 劇場アニメ
- 東のエデン 劇場版I The King of Eden（2009年、新入社員、黒服達）

### 吹き替え
- リ・ジェネシス4 バイオ犯罪捜査班 （第5話）

### ラジオ
- 声優王国!あんたの声が好きやねん（第7期パーソナリティ）